# المركونة (أسلم)

تعديل مصدري - تعديل

المركونة هي إحدى قرى عزلة أسلم الوسط بمديرية أسلم التابعة لمحافظة حجة، بلغ تعداد سكانها 178 نسمة حسب تعداد اليمن لعام 2004.